# Voldemārs Grāvelis
Voldemārs Harijs Grāvelis (* 12. Februarjul. / 25. Februar 1906greg. in Riga; † 19. Oktober 1947 in Kasachstan) war ein lettischer Fußballspieler.

## Karriere und Leben
Voldemārs Grāvelis wurde im Jahr 1906 in die Familie des Seemanns und späteren Schiffskapitäns Jānis Grāvelis (1864–1939) und seiner Frau Alīda (1883–?) in Riga geboren. Er stammte aus einer Seefahrerfamilie, sein Onkel war ebenfalls Schiffskapitän.
Voldemārs Grāvelis spielte ab 1924 Fußball für den RFK Riga aus seiner Geburtsstadt. Mit dem Verein wurde er fünfmal lettischer Meister. Grāvelis galt in dieser Zeit als einer der besten Verteidiger Lettlands. Ab 1932 spielte er für den Armeeverein ASK Riga. 
Im August 1925 debütierte Grāvelis in der lettischen Nationalmannschaft gegen Finnland bei einer 1:3-Auswärtsniederlage in Helsinki. Für Lettland absolvierte er bis 1932 insgesamt 37 Länderspiele, davon sechs als Mannschaftskapitän. Mit der Nationalelf nahm er insgesamt viermal am Baltic Cup teil und gewann diesen zweimal. 1938 beendete er seine Fußballkarriere.
1934 heiratete er Zelma-Amalia Braunstein (1910–?). Während des Zweiten Weltkriegs wurde er in die Lettische Legion eingezogen. Im Mai 1945 wurde er gefangen genommen und als Mitglied der 19. Division der lettischen Legion vor ein sowjetisches Gericht gestellt. Er starb 1947 im Alter von 41 Jahren in einem Gulag auf dem Gebiet des heutigen Kasachstan.

## Erfolge
mit dem RFK Riga:
- Lettischer Meister (5): 1924, 1925, 1926, 1930, 1931

mit Lettland:
- Baltic Cup (2): 1928, 1932